# Hafen von Busan
Der Hafen von Busan (koreanisch: 부산항; Hanja: 釜山港; revidierte Romanisierung: Busan-hang) ist der größte Hafen in Südkorea und einer der größten Containerhäfen weltweit. Er liegt in der Stadt Busan im Süden der Koreanischen Halbinsel. Seine Lage ist als Busan Harbor bekannt. Er wird von der 2004 gegründeten Busan Port Authority (BPA) verwaltet und betrieben. Heute besteht der Hafen von Busan aus vier Häfen; Nordhafen, Südhafen, Gamcheon-Hafen und Dadaepo-Hafen, einem internationalen Passagierterminal und dem Gamman-Containerterminal. 2019 stand er mit einem Containerumschlag von ca. 22 Millionen TEU auf Platz 6 der weltweit größten Containerhäfen.

## Geschichte
Der Hafen von Busan wurde 1876 als kleiner Hafen für den Handel zwischen Korea, China und Japan gegründet. Er liegt an der Mündung des Flusses Nakdonggang (낙동강) gegenüber der japanischen Insel Tsushima. Während des Koreakrieges (1950–1953) war Busan einer der wenigen Orte, in die Nordkorea nicht einmarschierte, was dazu führte, dass Kriegsflüchtlinge in die Stadt Busan flüchteten. Zu dieser Zeit war Busans Hafen entscheidend, um Kriegsmaterialien und Hilfsgüter wie Stoffe und verarbeitete Lebensmittel zu erhalten, um die Wirtschaft stabil zu halten. In den 1970er Jahren sorgte ein Anstieg der Schuh- und Furnierindustrie für die Zuwanderung von Fabrikarbeitern nach Busan, wodurch die Einwohnerzahl Busans von 1,8 Millionen auf 3 Millionen anstieg.
Der Hafen von Busan wuchs weiter, und 2003 war der Hafen der viertgrößte Containerhafen der Welt. 1970 machte Südkorea 0,7 % des Welthandels aus, aber 2003 waren es bereits 2,5 %. 50 % der Arbeitsplätze im verarbeitenden Gewerbe in Busan hängen mit dem Export zusammen, und über 80 % der Exporte des Landes werden in Containern umgeschlagen, was Busan zum größten Container- und Stückguthafen des Landes macht. Im Vergleich zum Hafen von Busan werden im Hafen von Incheon nur ein Bruchteil der Container umgeschlagen. Der einfache Zugang zum Hafen von Busan zwischen Japan, Singapur und Hongkong trägt zu seinem enormen Wachstum bei. Die Importe nach Südkorea kommen hauptsächlich aus China, Japan, den USA, Deutschland und anderen asiatischen Ländern. Zu den am häufigsten verschifften Gütern zählen Autos und Autoteile, Nahrungsmittel, Rohstoffe, pharmazeutische und chemische Produkte und Elektronikartikel.